# Schizonycha simillima
Schizonycha simillima är en skalbaggsart som beskrevs av Brenske 1899. Schizonycha simillima ingår i släktet Schizonycha och familjen Melolonthidae. Inga underarter finns listade i Catalogue of Life.